# Alpina B10

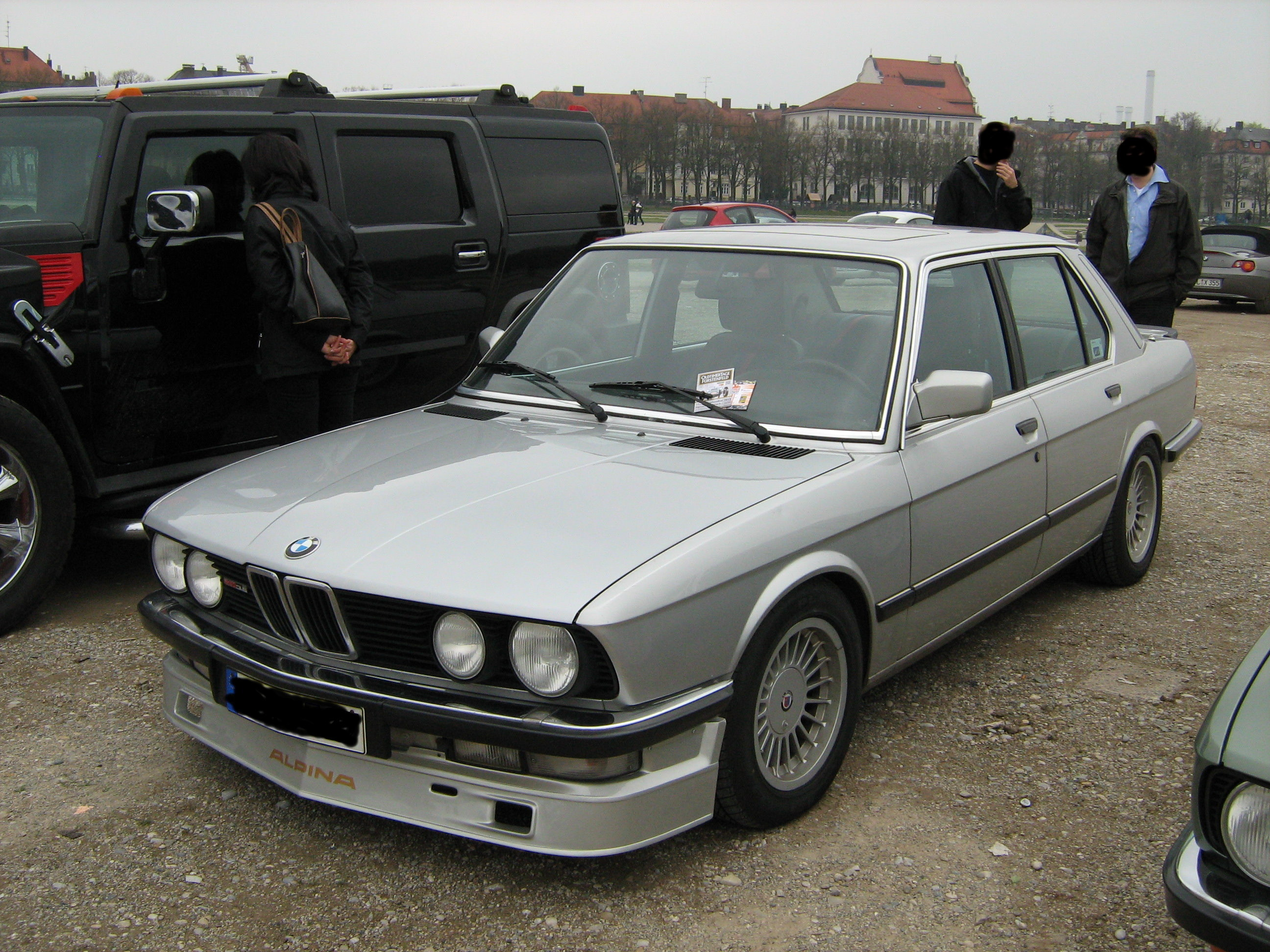
Alpina B10 3.5 (1985-1987)

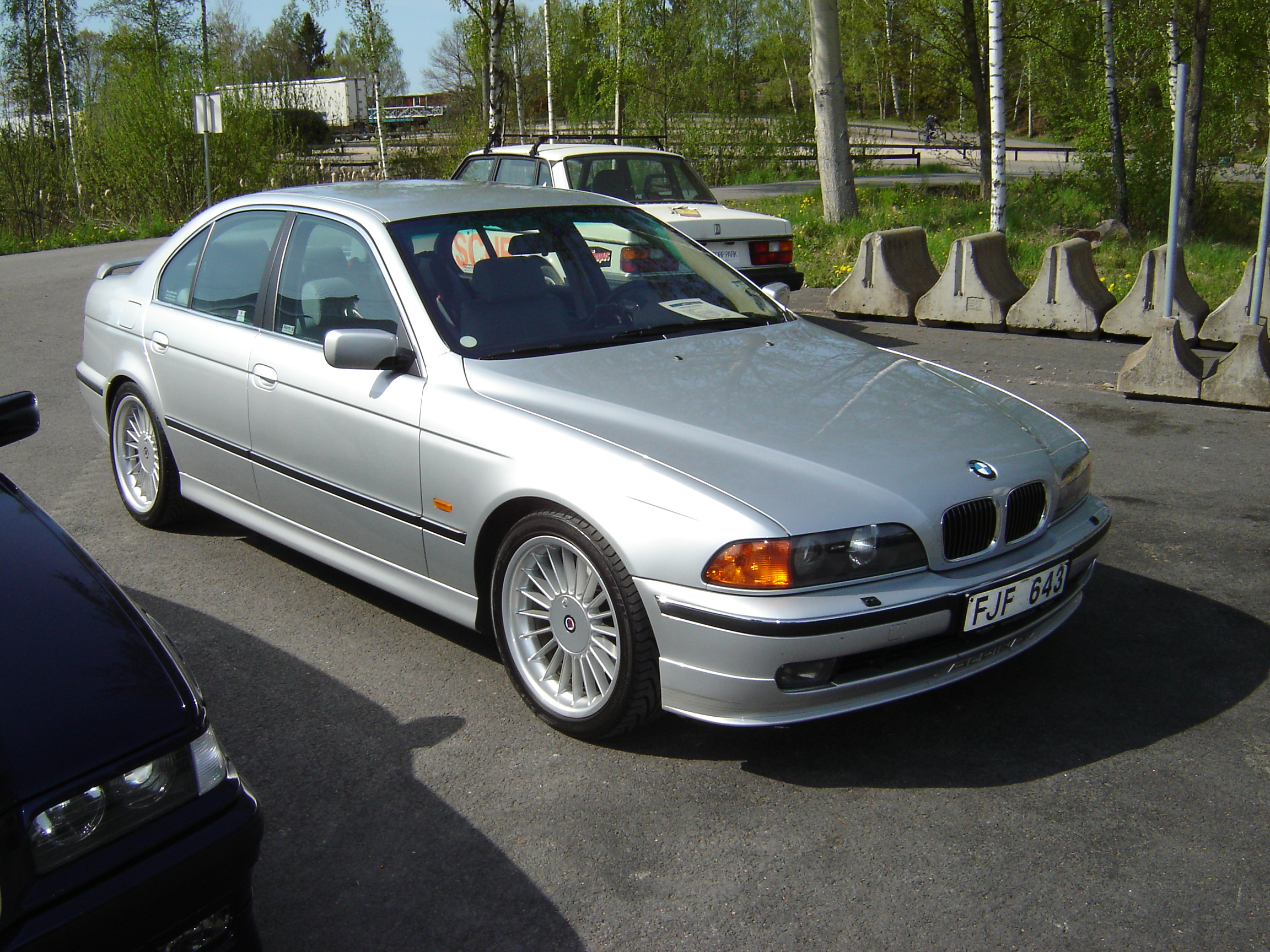
Alpina B10 V8 (1998-2003)

Alpina B10 — сімейство спортивних автомобілів, що виготовлялись з 1985 по 2003 рік, в невеликій кількості, німецькою автомобільною компанією Alpina на основі автомобілів BMW 5-ї й 6-ї серій та отримали свій власний номер моделі.
Перше покоління представлене в 1985 році в кузові седан і купе, розроблене на основі седана BMW 535 CSi (E28) і купе BMW 635i (E24). Двигун Р6 3,5 л потужністю 261 к. с., крутним моментом 346 Нм.
Друге покоління було представлене в 1988 році і розроблена на основі седанів BMW 525ix, 535i або 540i (E34). 
Третє покоління представлене у 1998 році і розроблене на основі BMW E39.
Починаючи з лютого 2005 року її змінила нова модель Alpina B5 створена на основі BMW E60/E61.